# (2031) BAM
(2031) BAM (1969 TG2) – planetoida z grupy pasa głównego asteroid okrążająca Słońce w ciągu 3,34 lat w średniej odległości 2,23 au Odkryta 8 października 1969 roku.